# Ely Valley Railway
Die Ely Valley Railway war eine britische Eisenbahngesellschaft in Glamorganshire in Südwales.
Die Gesellschaft erhielt am 13. Juli 1857 die Konzession zum Bau einer 2140-mm-Breitspur-Strecke von Llantrisant nach Penrhiwfer. Dazu kamen zwei Anschlüsse nach Gelli’r hiadd und nach Penygraig. In Llantrisant bestand ein Übergang zur South Wales Railway. Die Bahnstrecke wurde am 2. August 1860 bis Tonyrefail eröffnet. Die Verlängerung bis Penygraig wurde am 10. August 1878 für den Güterverkehr und am 1. Mai 1901 für den Personenverkehr in Betrieb genommen. Ab Penygraig baute später die Ely and Clydach Valleys Railway eine Bahnstrecke und in Gelli’r hiadd schloss die Ely Valley Extension Railway ihre Bahnstrecke an.
Der Betrieb erfolgte durch die Great Western Railway. Am 1. Januar 1861 pachtete die GWR die Gesellschaft für 999 Jahre. Am 11. August 1903 wurde sie schließlich von der Great Western Railway übernommen. Der Personenverkehr endete auf der Strecke am 9. Juni 1958 und der Güterverkehr am 12. Oktober 1964.